# Simmetria temporale
Lo studio della simmetria temporale è lo studio delle leggi fisiche considerando l'inversione del flusso del tempo.
Per esemplificare, si consideri l'inversione del flusso temporale corrispondente all'inversione istantanea delle velocità di tutte le particelle componenti un sistema (chiamiamo tale fenomeno inversione del moto). Dopo tale inversione è ancora possibile studiare l'evoluzione temporale in quanto le leggi della meccanica classica sono ancora valide. È come se osservassimo il sistema che, dopo essersi sviluppato da un ipotetico passato verso un futuro, invertisse il suo cambiamento e ritornasse nello stato passato da cui era partito. Questo tuttavia è possibile se non vi è dipendenza sensibile dalle condizioni iniziali.
L'introduzione della simmetria temporale ad opera di Fred Hoyle, ha rappresentato una grande novità all'interno della Teoria dell'universo in stato stazionario, teoria che si contrappone a quella del Big Bang e nella quale i cosmologi si erano limitati a considerare soltanto la simmetria spaziale.